# A völgy gyönyörű ünnepe

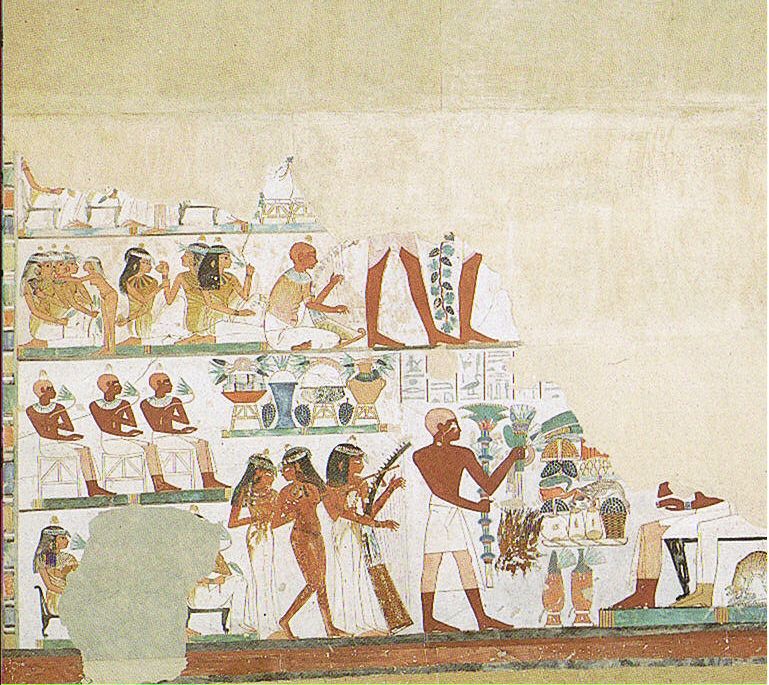
Az ünnep Naht sírjában

A völgy gyönyörű ünnepe vagy gyönyörű völgyünnep (óegyiptomi nyelven heb nefer en inet vagy csak heb inet, „völgyünnep”) az egyik legfontosabb ókori egyiptomi ünnep volt. Semu évszak második hónapjában került rá sor (a hónap neve óegyiptomi nyelven peninet, azaz „a völgyhöz tartozó” volt). Elsőként II. Montuhotep idején ünnepelték meg (a nevét is onnan kapta, hogy Montuhotep a Dejr el-Baharitól délre található völgyben építtetett halotti templomot), igazán fontossá azonban az újbirodalom idején vált, amikor egybeesett a nyár kezdetével. Az ünnepség a legrégebbi azok közül, amit ábrázolnak Hatsepszut Dejr el-Bahari-i templomában.
Az ünnepség a karnaki templomban kezdődött, ahonnan a thébai háromság, Ámon, Mut és Honszu szobrát a papok szent bárkára tették – hasonlóan ahhoz, ahogy az Opet-ünnepen –, és átvitték a Nílus nyugati partjára, hogy meglátogassa a fáraó halotti templomát. Az istenszobrokat hatalmas körmenet kísérte ide, sokan ételt és virágot áldoztak az elvonuló isteneknek. Az Ámon szobrát tartalmazó szentélyt egész éjszakára egy kápolnában hagyták, együtt a fáraó szobrával, hogy a fáraó maga is istenné válhasson, majd másnap a körmenet végigvonult vele a nekropoliszon, megállt az elhunyt és istenné vált fáraók halotti templomainál, majd elérte végcélját, a Hathornak szentelt völgyben álló Hatsepszut-templomot. Az Ámon-szentély az ünnepség végéig itt maradt, a neki emelt kápolnában. Később III. Thotmesz temploma vette át Hatsepszut templomának szerepét, I. Széthi idejétől kezdve pedig az ő halotti temploma jelentette a körmenet első állomását; ezt a funkcióját egészen a római időkig megtartotta.
Az ünnepség alatt a családok is meglátogatták elhunyt szeretteik sírját, ahol áldozatokat mutattak be, fogadták a tisztelettevőket, ettek és ittak.